# Elvy Sukaesih
Elvy Sukaesih, née le 25 juin 1951,,, est l'une des chanteuses les plus populaires de Java en Indonésie. Elle s'est surnommé la Reine du dangdut (le Roi du dangdut étant Rhoma Irama). Elle est également populaire au Japon.

## Discographie
- 1975 : Raja Dan Ratu - Rhoma Irama et Elvy Sukaesih
- 1990 : Pesta Panen
- 1992 : The Return of Diva
- 2005 : The Queen of Dangdut (best of diffusé en Europe)